# Hermann Henrich Meier
Pour les articles homonymes, voir Meier.

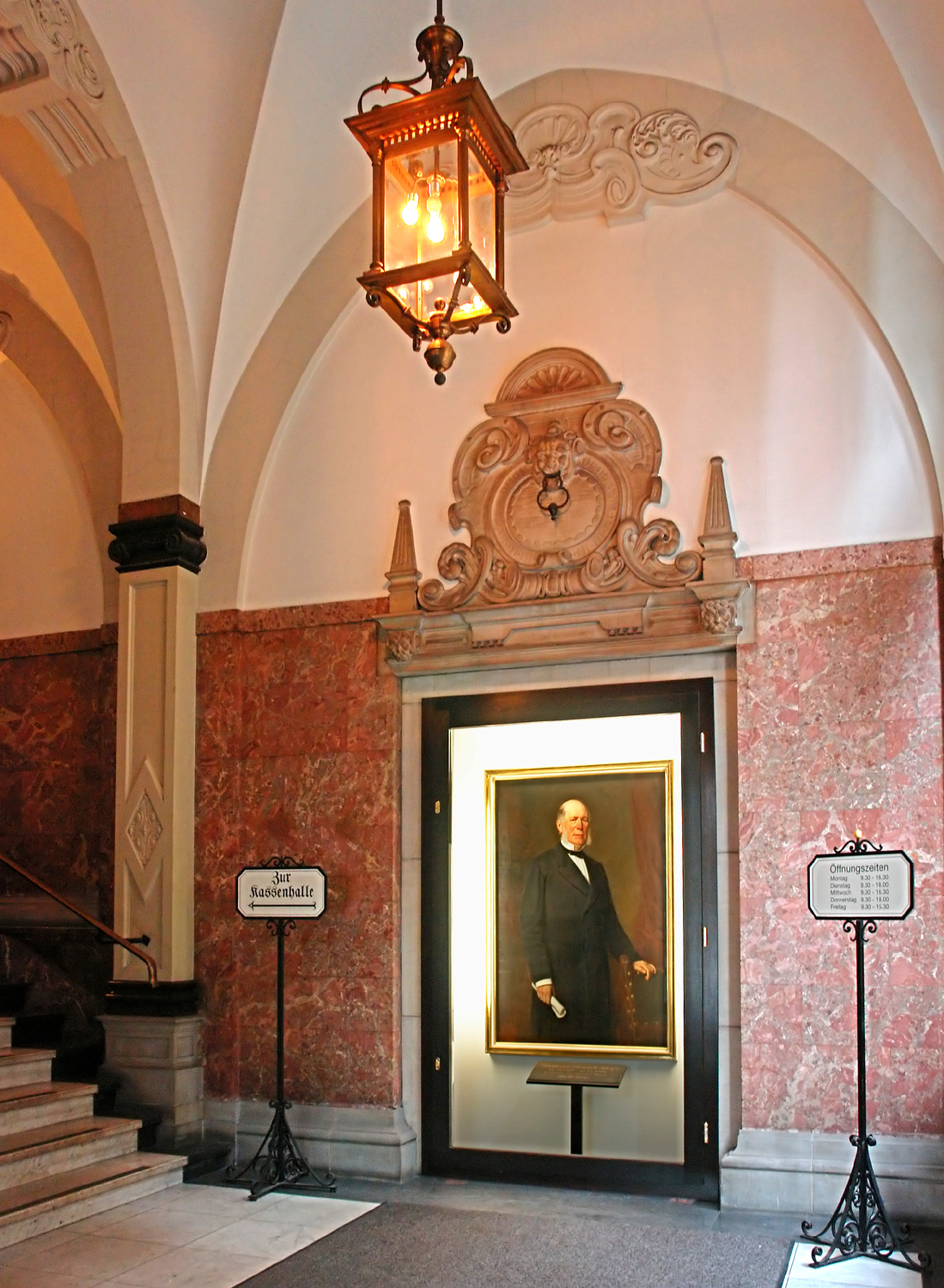
Portrait de H. H. Meier dans l'entrée de la Bremer Bank, Domshof 8.

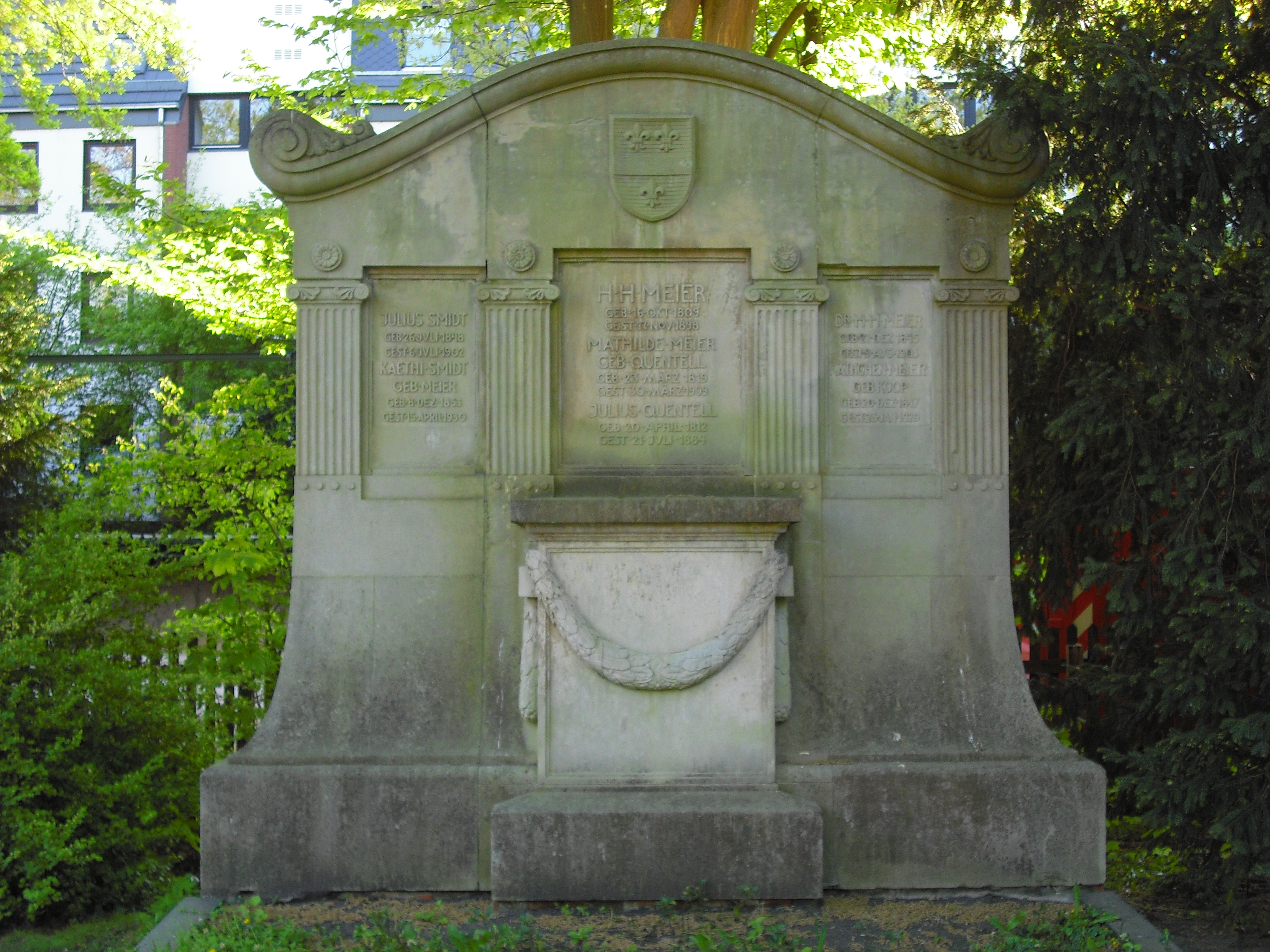

Hermann Henrich Meier, dit H. H. Meier, né le 16 octobre 1809 à Brême et mort le 17 novembre 1898 dans la même ville, est un entrepreneur et un homme politique allemand.

## Biographie
Hermann Henrich Meier, né le 16 octobre 1809 à Brême, est le fils d'un marchand. Après la mort prématurée de son père, sa mère déménage avec ses enfants à Stuttgart, où il fréquente le gymnasium. Après un court séjour en Suisse, il revient à Brême en 1826.
Il y entame un apprentissage commercial de cinq ans dans l'entreprise H. H. Meier & Co, fondée par son père et nommée comme lui, et dirigée par Johann Helfrich Adami après sa mort. Cette formation est suivie d'un voyage en Angleterre en 1831, mais surtout un séjour de six ans aux États-Unis où il est actif de 1832 à 1838, où il visite l'entreprise de son oncle à New York[réf. souhaitée] et se rend finalement à Boston en tant qu'agent d'affaires. Alors qu'il se trouve encore en Amérique, il devient associé de la société H. H. Meier & Co. le 1er janvier 1834. De retour à Brême en 1838, il entreprend d'abord un long voyage en Italie et en France afin de se reposer des efforts de sa profession. Il se consacre ensuite avec zèle à ses affaires commerciales et, en tant que membre de la convention des citoyens, aux affaires publiques de sa ville natale, faisant campagne pour le maintien d'un traité commercial entre les États-Unis et Brême[réf. souhaitée].
Après son retour à Brême, Hermann Henrich Meier épouse en 1843 Katharina Quentell, fille du consul de Brême et armateur Friedrich Leo Quentell. À partir de 1844, il exerce également une influence politique en tant que membre du Bürgerkonvent et, à partir de 1849, du Bürgerschaft de Brême, et devient peu après membre de la Députation pour Bremerhaven et de la Députation pour la promotion des entreprises de navigation à vapeur entre Brême et New York. Il est également nommé consul de Suède-Norvège en 1847. Dans les années suivantes, il joue un rôle déterminant dans de nombreuses activités importantes à Brême, telles que la création de la banque de Brême en 1856 par une société par actions, à la tête de laquelle il se trouve en tant que président du conseil d'administration, et de la bourse de Brême en 1864[réf. souhaitée], et il participe à la Deutsche Gesellschaft zur Rettung Schiffbrüchiger, dont il est élu premier président en 1865. En mémoire de ses services dans cette fonction, le croiseur de sauvetage H. H. Meier porte son nom. Grâce à ses talents de négociateur lors des négociations de fusion avec la Dresdner Bank, les agences continue à porter l'ancien nom jusqu'à la fusion de la Dresdner Bank avec la Commerzbank.
Alors qu'il nourrit depuis un certain temps le projet d'une ligne transatlantique à vapeur, il rencontre Eduard Crüsemann. Les projets des deux hommes d'affaires se recoupant, ils fondent ensemble la Norddeutscher Lloyd le 20 février 1857. Cela contribue le plus à faire du nom de Meier un nom respecté, même en dehors de Brême.
Hermann Henrich Meier est également actif sur le plan politique au niveau suprarégional. Ayant déjà représenté la circonscription de Bremervörde au Parlement de Francfort du 4 avril au 20 mai 1849 en tant que successeur de Johann Albert Dröge, il est également élu au Reichstag de la Confédération d'Allemagne du Nord en 1867 pour le parti national-libéral dans la circonscription du Reichstag de la ville libre hanséatique de Brême et est membre du Reichstag de l'Empire allemand de 1881 à 1887, où il fait campagne pour la mise en place d'un service impérial de navires postaux à vapeur vers l'Asie orientale et l'Australie.
Son fils est l'avocat, le commerçant et le mécène du même nom, Hermann Henrich Meier junior (1845-1905).
Hermann Henrich Meier meurt le 17 novembre 1898 dans sa ville natale. Il est inhumé dans le cimetière Riensberg (emplacement de la tombe : plan carré O) à Brême.

## Honneurs
- Il reçoit en 1866 la septième Médaille d'honneur de Brême en or
- À Brême-Schwachhausen, la H.-H.-Meier-Allee porte son nom, tout comme la H.-H.-Meier-Straße à Bremerhaven.
- Le croiseur de sauvetage H. H. Meier a été baptisé en son honneur en 1960.